# Nastanthus falklandicus
Nastanthus falklandicus (tiếng Anh thường gọi là False-plantain) là một loài thực vật thuộc họ Calyceraceae. Đây là loài đặc hữu của quần đảo Falkland. Môi trường sống tự nhiên của chúng là vùng bờ biển nhiều đá.